# Animax Musix
Az Animax Musix a legnagyobb japán anime-dalfesztivál, amelyet az Animax televíziócsatorna-hálózat rendez meg 2009 óta évente kétszer.

## Története

### Animax Musix
- Hivatalos név: ANIMAX MUSIX
- Időpont: 2009. május 9.
- Helyszín: Stellar Ball
- Támogatók: Animax Broadcast Japan

Az első Animax Musix rendezvényt 2009. május 9-én tartották meg az 1884 férőhelyes Stellar Ball koncertteremben. A rendezvényen May’n, Nanri Júka, Anna és Kita Súhei léptek fel. Az Animax Japánban, Ausztriában, Csehországban, a Fülöp-szigeteken, Hongkongban, Indonéziában, Dél-Koreában, Lengyelországban, Liechtensteinben, Luxemburgon, Magyarországon, Malajziában, Németországban, Olaszországban, Romániában, Svájcon, Szingapúrban, Szlovákiában és Tajvanon közvetítette.

#### Dallista
1. Anna – Ima szugu Kiss Me (Lindberg)
2. Kita Súhei – Breakin’ Through
3. Kita Súhei – Isszei no szei
4. Nanri Júka – Akacuki no kuruma (FictionJunction Yuuka)
5. Kita Súhei – Ai vo torimodosze!! (Crystal King)
6. Anna – Moonlight denszecu (Dali)
7. Nanri Júka – Szószei no Aquarion (Akino)
8. May’n – Northern Cross
9. May’n – Kimi sinitamo koto nakare
10. May’n – Zankoku na tensi no These (Takahasi Jóko)
11. May’n – Eternal Blaze (Mizuki Nana)
12. Az összes fellépő – Cha-La Head-Cha-La (Kagejama Hironobu)

### Animax Musix Fall 2009
- Hivatalos név: ANIMAX MUSIX FALL 2009 supported by SKY! (ANIMAX MUSIX FALL 2009 supported by スカパー！?)
- Időpont: 2009. november 1.
- Helyszín: Studio Coast
- Támogatók: Animax Broadcast Japan, SKY Perfect JSAT Corporation

A második Animax Musix rendezvényre 2009. november 1-jén került sor a 2402 férőhelyes Studio Coast épületében. Az esemény hivatalos neve Animax Musix Fall 2009 Supported by Sky. A rendezvényen az Abingdon Boys School, a Do As Infinity, a Hey Monday, a High and Mighty Color, Kita Súhei és Szaszaki Szajaka lépett fel.

### Animax Musix Spring 2010
- Hivatalos név: ANIMAX MUSIX SPRING 2010 supported by SKY! (ANIMAX MUSIX SPRING 2010 supported by スカパー！?) (japán), Animax Musix 2010 tavasz (magyar)
- Időpont: 2010. május 15–16.
- Helyszín: JCB Hall
- Támogatók: Animax Broadcast Japan, SKY Perfect JSAT Corporation, Mode Gakuen, Joysound

A harmadik Animax Musix rendezvényre 2010. május 15-én és 16-án került sor a JCB Hall 3120 fő befogadására képes épületében. A rendezvényen Akino, Faylan, Kita Súhei, May’n, Mizca, a Scandal, Szaszaki Szajaka és Takahasi Jóko lépett fel. Az első napon az előadók az általuk választott, míg a második napon a rajongók által kiválasztott zeneszámokat adták elő.

#### Dallista
| Május 15, Artist Selection 1. Elisa – Wonder Wind 2. Elisa – Dear My Friend (mada minu mirai e) 3. Kita Súhei – Breakin’ Through 4. Kita Súhei – Kimi no te boku no te 5. Szaszaki Szajaka – Szeiszai no ripieno 6. Faylan – Mind as Judgment 7. Faylan – I Sing by My Soul 8. Mizca – Last Cross 9. Mizca – Hana 10. Akino from bless4 – Szószei no Aquarion 11. Akino from bless4 – Chance to Shine 12. Akino from bless4 – Stitch is Coming! (bless4) 13. Akino from bless4 – Go Tight! 14. Scandal – Scandal no Theme 15. Scandal – Koshi-Tantan 16. Scandal – Taijó to kimi ga egaku Story 17. Scandal – Hadzsimete no csú (Anshin Papa) 18. Scandal×Mizca – Sódzso S 19. Mizca – Sindzsicu no uta (Do As Infinity) 20. May’n×Akino from bless4 – Rinbu-Revolution (Okui Maszami) 21. Elisa – Uninstall (Isikava Csiaki) 22. May’n – Hemisphere (Szakamoto Maaja) 23. May’n – God Knows... (Hirano Aja, Gotó Júko) 24. Faylan – Hikari no szenricu (Kalafina) 25. Akino from bless4 – Princess Mononoke Theme Song (Mera Josikazu) 26. Akino from bless4 – Mazinger Z (Mizuki Icsiró) 27. Kita Súhei×Szaszaki Szajaka – What’s Up Guys? (Furumoto Sinnoszuke, Hajasibara Megumi) 28. Elisa×Faylan – Paradise Lost (Csihara Minori) 29. May’n – Welcome to My Fanclub’s Night 30. May’n – Iteza gogo kudzsi Don’t Be Late 31. May’n – Paranoia 32. May’n – Ai va Furu Hosi no Gotoku 33. May’n – Obelsik 34. May’n – Ready Go! | Május 16. Fan Selection 1. Faylan – Dark Side of the Light 2. Faylan – Errand 3. Kita Súhei – Secret Garden 4. Kita Súhei – Isszei no Szei 5. Szaszaki Szajaka – Lucky Racer (TV Size) 6. Szaszaki Szajaka – Real Star 7. Elisa – Ebullient Future 8. Elisa – Real Force 9. Mizca – Last Cross (Virus Ver.) 10. Mizca – Dame jo 11. Scandal – Doll 12. Scandal – Koshi-Tantan 13. Scandal – Taijó to kimi ga egaku Story 14. Scandal – Touch (Ivaszaki Josimi) 15. Elisa×Scandal – Sunkan Sentimental 16. May’n×Faylan – Shangri-La (Angela) 17. May’n – JAP (Abingdon Boys School) 18. May’n – Monochrome no Kiss (Sid) 19. Kita Súhei – Pegasus gensó (Animetal) 20. Elisa×Szaszaki Szajaka – Triangler (Szakamoto Maaja) 21. Mizca – Only My Railgun (fripSide) 22. Faylan – Don’t Say "Lazy" (Hikasza Jóko, Tojoszaki Aki, Szató Szatomi, Kotobuki Minako) 23. Takahasi Jóko – Zankoku na tensi no These 24. Takahasi Jóko – Fly Me to the Moon (Kaye Ballard) 25. Takahasi Jóko – Honó no takaramono (Bobbi) 26. Takahasi Jóko – Tamasii no rufuran 27. May’n – Get Ready 28. May’n – Kimi sinitamó koto nakare 29. May’n – Ai va furu hosi no gotoku 30. May’n – Lion 31. May’n – Universal Bunny 32. May’n – Ready Go! 33. Az összes fellépő – Galaxy Express 999 (Szaszaki Iszao és a Szuginami Children’s Choir) |

### Animax Musix Fall 2010
- Hivatalos név: ANIMAX MUSIX FALL 2010 supported by SKY! (ANIMAX MUSIX FALL 2010 supported by スカパー！?) (japán), Animax Musix 2010 ősz (magyar)
- Időpont: 2010. november 3.
- Helyszín: Yokohama Arena
- Támogatók: Animax Broadcast Japan, SKY Perfect JSAT Corporation, Toshiba, Joysound

A negyedik Animax Musix rendezvényre 2010. november 3-án került sor a 17 000 férőhelyes Yokohama Arenában. A koncertre 11 700-an váltottak jegyet. A rendezvényen Ajana, Akino, Elisa, a Granrodeo, Himeka, a Kalafina, Kavano Marina, Kita Súhei, Kotoko, Kuroszaki Maon, Lia, a Lisp, May’n, Nakagava Sóko, Origa, a Scandal, Simokava Mikuni, Szaszaki Szajaka és Tamaki Nami lépett fel.

#### Dallista
| 1. nap 1. Scandal – Sunkan Sentimental 2. Scandal – Sódzso S 3. Scandal – Koshi-Tantan 4. Akino from bless4 – Szószei no Aquarion 5. Akino from bless4 – Go Tight! 6. Lia – My Soul, Your Beats! 7. Lia – Tori no uta 8. Kita Súhei – Breakin’ Through 9. Kuroszaki Maon – Magic World 10. Lisp – Anata ni Vacuum! (Csoi Katame) 11. Lisp – Koi szuru otome no Catharsis 12. Tamaki Nami – Belive 13. Tamaki Nami – Reason 14. Elisa – Special "One" 15. Elisa – Real Force 16. Szaszaki Szajaka – Fly Away T.P.S 17. Szaszaki Szajaka – Lucky Racer 18. Granrodeo – Amai itami va genszó no hate ni 19. Granrodeo – Outsider 20. Granrodeo – Rose Hip-Bullet 21. Ayana – Last Regrets 22. Shimokava Mikuni – Minamikaze 23. Shimokava Mikuni – Kimi ga iru kara 24. Himeka – Aszu e no kizuna 25. Kalafina – Oblivious 26. Kalafina – Kagajaku szora no sidzsima ni va 27. Kalafina – Hikari no szenricu 28. Origa – Inner Universe 29. Origa – Rise 30. Nakagava Sóko – Szorairo Days 31. Nakagava Sóko – Ray of Light 32. Nakagava Sóko – Namida no tane, egao no hana 33. Nakagava Sóko – Flying Humanoid 34. Kotoko – Screw 35. Kotoko – Suppuration (Core) 36. Kotoko – Loop-the-Loop 37. Kotoko – Re-sublimity 38. Kotoko – Hajate no gotoku! 39. Kotoko – Being | 2. nap 1. Kanasa×Tamaki Nami×Akino – Cat’s Eye (Anri) 2. Akino from bless4 – Cha-La Head-Cha-La (Kagejama Hironobu) 3. Origa×May’n – The Real Folk Blues (The Seatbelts feat. Jamane Mai) 4. May’n – Beautiful World (Utada Hikaru) 5. May’n – Lost My Music (Hirano Aja) 6. Granrodeo – Meguriai (Inoue Daiszuke) 7. Lisp – Lum no Love Song (Macutani Juko) 8. Nakagava Sóko – Give a Reason (Hajasibara Megumi, Okui Maszami) 9. Nakagava Sóko – Szeikan hikó (Nakadzsima Megumi) 10. Himeka×Simokava Mikuni – Rinbu-Revolution (Okui Maszami) 11. Himeka – God Knows... (Hirano Aja, Gotó Júko) 12. Kalafina×Elisa – Juzurenai negai (Tamura Naomi) 13. Kalafina – Anna ni issodatta no ni (See-Saw) 14. Kuroszaki Maon – Cubasza va Pleasure Line (Kuribajasi Minami) 15. Simokava Mikuni – Mizu no hosi e ai vo komete (Morigucsi Hiroko) 16. Kita Súhei – Anime dzsanai (Arai Maszahito) 17. Szaszaki Szajaka×Kavano Marina×Kita Súhei – Hello Darwin! (JAM Project) 18. Szaszaki Szajaka – In My Dream (Singjódzsi Eri) 19. Tamaki Nami – Zankoku na tensi no These (Takahasi Jóko) 20. Elisa – Ai oboete imaszu ka (Iidzsima Mari) 21. Lia – Eternal Wind (hohoemi va hikaru kaze no naka) (Morigucsi Hiroko) 22. Lia×Origa – Sakura (Nirgilis) 23. Scandal – Rouge no dengon (Arai Jumi) 24. Nakagava Sóko×Scandal – Don’t Say "Lazy" (Hikasza Jóko, Tojoszaki Aki, Szató Szatomi, Kotobuki Minako) 25. May’n – Ready Go! 26. May’n – Kimi sinitamó koto nakare 27. May’n – Diamond Crevasse 28. May’n – Sindzsitemiru 29. May’n – Juzurenai omohi 30. May’n – Iteza gogo kudzsi Don’t Be Late 31. Az összes fellépő (Kotoko kivételével) – Cutie Honey (Maekava Jóko) |

### Animax Musix 2011
- Hivatalos név: ANIMAX MUSIX 2011
- Időpont: 2011. november 23.
- Helyszín: Yokohama Arena
- Támogatók: Animax Broadcast Japan, SKY Perfect JSAT Corporation, Toshiba, Kadokava Games, Cocoa, FamilyMart, Mobaoku

Az ötödik Animax Musix rendezvényre 2011. november 23-án került sor a 17 000 férőhelyes Yokohama Arenában. A rendezvényen az Angela, Csihara Minori, Faylan, a Granrodeo, Himeka, a Kalafina, Kavano Marina, Kita Súhei, Kotoko, May’n, Nakagava Sóko, a Ramm feat. Ayami, a Sea A, a The Sketchbook és Szaszaki Szajaka lépett fel.

#### Dallista
| 1. nap 1. Nakagava Sóko – Cujogari 2. Nakagava Sóko – Cuzuku szekai 3. Nakagava Sóko – Namida no tane, egao no hana 4. Angela – Beautiful Fighter 5. Angela – Shangri-La 6. Ramm feat. Ayami – Freedom 7. Kavano Marina – Morning Arch 8. May’n – Orpheus (Mijano Mamoru) 9. Faylan – Anata dake micumeteru (Ohguro Maki) 10. Faylan×Szaszazki Szajaka×Ayami – Joint (Kavada Mami) 11. Himeka – Adesso e Fortuna (honó to eien) (Arai Akino) 12. Angela – Kimi no siranai monogatari (Supercell) 13. Granrodeo – Ai no Warrior 14. Granrodeo – Heaven 15. Himeka – Aszu e no kizuna 16. The Sketchbook – Micsi 17. Szaszaki Szajaka – Zzz→Starting Again 18. Sea A – Dream Shooter 19. Sea A – Deli-Deli Delicious 20. Kotoko – Re-sublimity 21. Kotoko – Hirake! Szora no oto 22. Kotoko – Sicsitenhakki sidzsósugi! 23. Kotoko – Light My Fire | 2. nap 1. Csihara Minori – Paradise Lost 2. Csihara Minori – Terminated 3. Csihara Minori – Jaszasii bókjaku 4. Csihara Minori – Rinbu-Revolution (Okui Maszami) 5. Kita Súhei – Szekai de icsiban koisiteru 6. Kita Súhei – Szekai no hate ni kimi ga ite mo 7. Faylan – Mind as Judgment 8. Faylan – Blood Teller 9. Kalafina – Magia 10. Kalafina – Kagajaku szora no sidzsima ni va 11. May’n×Kotoko×Granrodeo – Sword Summit (T.M. Revolution) 12. May’n – Only My Railgun (fripSide) 13. Sea A – Platinum (Szakamoto Maaja) 14. Kita Súhei×Kavano Marina×Szuzuki Konomi – Over the Future (Karen Girl’s) 15. Kita Súhei×The Sketchbook – Butter-fly (Vada Kódzsi) 16. Angela – Secret Base (kimi ga kureta mono) (10 Years After Ver.) (Kajano Ai, Tomacu Haruka, Hajami Szaori) 17. Csihara Minori – Anna ni issodatta no ni (See-Saw) 18. Granrodeo – Invoke (T.M. Revolution) 19. Kalafina – Nowhere (FictionJunction Yuuka) 20. Nakagava Sóko×Kalafina – Szorairo Days 21. Nakagava Sóko – Bóken deso deso? (Hirano Aja) 22. Nakagava Sóko – Hikari to kage vo dakisimeta mama (Tamura Naomi) 23. Kotoko – Szobakaszu (Judy and Mary) 24. Csihara Minori×Angela – Eternal Blaze (Mizuki Nana) 25. May’n – Scarlet Ballet 26. May’n – Kindan no Elixir 27. May’n – Mosimo kimi ga negau no nara 28. May’n – Universal Bunny 29. May’n – Ready Go! 30. May’n – Brain Diver 31. Az összes fellépő – Odoru ponpokorin (B.B.Queens) |

### Animax Musix 2012 Taiwan
- Hivatalos név: ANIMAX MUSIX 2012 TAIWAN
- Időpont: 2012. november 4.
- Helyszín: ATT Show Box
- Támogatók: AXN-Taiwan One / Epic Records Japan / I love work

Az első Japánon kívüli Animax Musix rendezvényre 2012. november 4-én került sor a tajvani ATT Show Box koncertteremben. A rendezvényen Kotoko, May’n, Nanri Júka és a Sea A lépett fel.

### Animax Musix 2012
- Hivatalos név: ANIMAX MUSIX 2012 supported by SKY! (ANIMAX MUSIX 2012 supported by スカパー！?)
- Időpont: 2012. november 23.
- Helyszín: Yokohama Arena
- Támogatók: SKY Perfect JSAT Corporation

Az hatodik Animax Musix rendezvényre 2012. november 23-án került sor a 17 000 férőhelyes Yokohama Arenában. A rendezvényen az Akino with bless4, Aszó Nacuko, Ayami, a Fudandzsuku, a Granrodeo, Haruna Luna, Isihara Szatomi, Janagi Nagi, Josiki Risza, Kavano Marina, Kotoko, Kuribajasi Minami, Kuroszaki Maon, May’n, a Nagareda Project, Nanri Júka, Oikava Micuhiro, a Sea A és Szuzuki Konomi lépett fel.

#### Dallista
| 1. nap 1. Kuribajasi Minami – Shining Days 2. Kuribajasi Minami – Believe 3. Kuribajasi Minami – Doubt the World 4. Kuribajasi Minami – Precious Memories 5. Kuroszaki Maon – Reimei 6. Kuroszaki Maon – Under/Shaft 7. Medley 1. Szuzuki Konomi – Choir Jail 2. Szuzuki Konomi – Days of Dash 8. Sea A – Entry! 9. Sea A – Dream Shooter 10. Kavano Marina – Aratanaru szekai 11. Kavano Marina – Morning Arch 12. Akino with bless4 – Szószei no Aquarion 13. Akino with bless4 – Gekkó Symphonia 14. Akino with bless4 – Kimi no sinva (Aquarion dainisó) 15. Haruna Luna – Szora va takaku kaze va utau 16. Haruna Luna – Overfly 17. Ayami – Revise the World 18. Isihara Szatomi – Magenta Another Sky 19. Fudandzsuku – Ame tokidoki hare nocsi nidzsi 20. Fudandzsuku – Onadzsi dzsidai ni uma reta vakamonotacsi Fan Selection 1 21. May’n – Massive Wonders / May’n (Mizuki Nana) 22. Ayami & Isihara Szatomi – Level 5 (Judgelight) (fripSide) 23. Sea A – God Knows... (angol nyelvű dalszöveggel) (Hirano Aja) 24. Szuzuki Konomi & Okamoto Nacumi – Kibó ni cuite / Szuzuki Konomi (No Name) 25. Haruna Luna & Kavano Marina – Platinum Disco (Igucsi Juka) 26. Akino with bless4 & Granrodeo – 1/3 no dzsundzsó no kanodzsó (Siam Shade) 27. Kotoko – Light My Fire 28. Kotoko – Restart 29. Kotoko – Shoot! 30. Kotoko – Unfinished | 2. nap Gundam Selection 1. Oikava Micuhiro – Ai szensi (Inoue Daiszuke) 2. Nanri Júka & Kuroszaki Maon – Ignited (T.M. Revolution) 3. Akino with bless4 – merry-go-round (Chemistry) 4. Kotoko – Believe (Tamaki Nami) 5. Nanri Júka – Akacuki no kuruma (FictionJunction Yuuka) 6. Kuribajasi Minami – Kimi no naka no eijú 7. Granrodeo – Metamorphoze (Gackt) 8. Josiki Risza – Destin Histoire 9. Josiki Risza – Szekai va kjósicu dakedzsanai 10. Aszó Nacuko – Parade! 11. Aszó Nacuko – Perfect-area complete! 12. Nanri Júka – Teruato (kiseki) 13. Nanri Júka – Stellar 14. Oikava Micuhiro – Kono ucsú ni anata va icsiri sika inai 15. Oikava Micuhiro – Go Ahead!! 16. Janagi Nagi – Laterality 17. Janagi Nagi – Tori no uta (Lia) 18. Janagi Nagi – Vidro mojó Fan Selection 2 1. May’n – Linear Blue o kikinagara (Unison Square Garden) 2. Nagareda Project – Medley 1. Only My Railgun (fripSide) 2. God knows... (Hirano Aja) 3. Secret Base (kimi ga kureta mono) (Zone) 4. Butter-Fly (Vada Kódzsi) 3. Josiki Risza & Nagareda Project – Discotheque (Mizuki Nana) 4. Aszó Nacuko & Nagareda Project – Motte ke! Sailor fuku (Hirano Aja, Kató Emiri, Fukuhara Kaori, Endó Aja) 5. Fudandzsuku – Geki! Teikoku kagekidan (Jokojama Csisza & Teikoku kagekidan) 6. Kotoko & Kuribajasi Minami – Tamasii no rufuran (Takahasi Jóko) 1. Granrodeo – Crack Star Flash 2. Granrodeo – Rimfire 3. Granrodeo – 0-Gravity 4. Granrodeo – Go For It! 5. May’n – Chase the World 6. May’n – Giant Step (May’n ver.) 7. May’n – May’n 8. May’n – Obelisk 9. May’n – Mr. Super Future Star 10. May’n – Northern Cross 11. Az összes fellépő – We Are! (Kitadani Hirosi) |